# Ribeira dos Caimbos
A Ribeira dos Caimbos é um curso de água português localizado no concelho do Nordeste, ilha de São Miguel, arquipélago dos Açores.
Este curso de água tem origem a cerca de 800 metros de altitude, na Serra da Tronqueira.
A sua bacia hidrográfica drena parte da Serra da Tronqueira e parte dos contrafortes do Pico Bartolomeu.
O seu curso de água que passa próximo da Ponta do Sossego desagua no Oceano Atlântico entre a mencionada Ponta do Sossego e Fajã do Lombo Gordo.